# Bactrocera kinabalu
Bactrocera kinabalu
 es una especie de díptero que Drew y Albany Hancock describieron por primera vez en 1994. Bactrocera kinabalu pertenece al género Bactrocera de la familia Tephritidae.